# Frank Murphy (biegacz)
Frank Murphy, właśc. Francis Murphy (ur. 21 maja 1947 w Dublinie, zm. 5 stycznia 2017 w Dublinie) – irlandzki lekkoatleta specjalizujący się w biegach średniodystansowych, dwukrotny uczestnik letnich igrzysk olimpijskich (Meksyk 1968, Monachium 1972).

## Sukcesy sportowe
- mistrz Anglii w biegu na 1500 metrów – 1969[2]

| Rok  | Miasto | Zawody                    | Konkurencja    | Wynik         |
| ---- | ------ | ------------------------- | -------------- | ------------- |
| 1969 | Ateny  | Mistrzostwa Europy        | bieg na 1500 m | srebrny medal |
| 1970 | Wiedeń | Halowe mistrzostwa Europy | bieg na 1500 m | srebrny medal |
| 1971 | Sofia  | Halowe mistrzostwa Europy | bieg na 1500 m | 6. miejsce    |

## Rekordy życiowe
- bieg na 800 metrów – 1:47,4 – New Brunswick 31/05/1969
- bieg na 1500 metrów – 3:38,5 – Ateny 14/06/1972
- bieg na 1500 metrów (hala) – 3:44,3 – Sofia 14/03/1971
- bieg na milę – 3:58,1 – Los Angeles 07/06/1969